# Rosa kuhitangi
Rosa kuhitangi es una especie de planta del género Rosa, de la familia Rosaceae.

## Taxonomía
Rosa kuhitangi fue descrita por Nevski en 1937.

## Distribución
Se encuentra en el territorio de Kirguistán y Turkmenistán.